# ウィーン万国博覧会

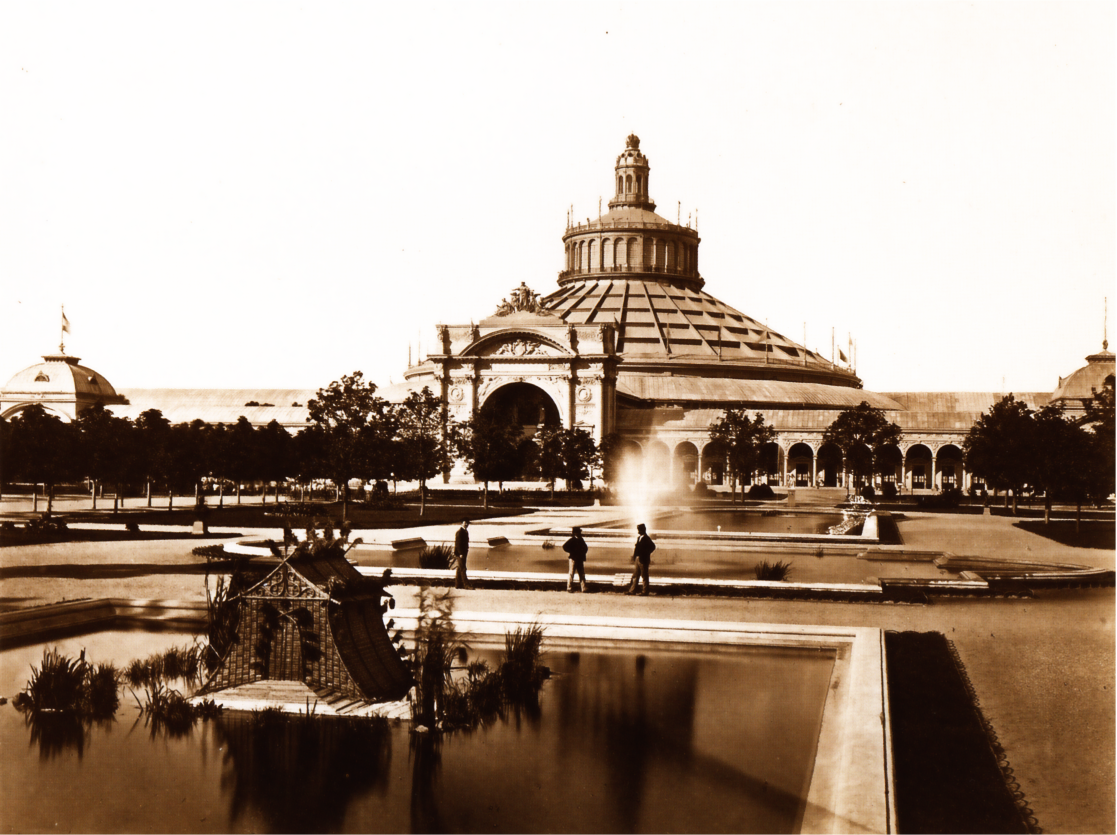
"Rotunde"、メインパビリオンにあった円形の大ドーム。高さ84m、直径108mの巨大建築は会期後も残されたが1937年に焼失

ウィーン万国博覧会（ウィーンばんこくはくらんかい, ドイツ語: Weltausstellung 1873 Wien, 英語: Expo 1873）は、1873年5月1日から10月31日までオーストリア＝ハンガリー帝国の首都ウィーン中心部にあるリングシュトラーセ内・プラーター公園で、開催された国際博覧会である。

## 概要
テーマは「文化と教育」。35ヶ国が参加し、会期中726万人が来場した。日本政府が初めて公式参加し、日本館が建設された。公園には、高さ84m、直径108mの大ドームを設けた面積16ヘクタールの鉄骨造の大パビリオンが建設され、産業宮、農業宮、美術館、皇帝パビリオン、その他194の国や企業のパビリオンが収容された。パビリオンの多くはスイスやチロルの住宅風に建設された。この時代の産業や新発明を反映する展示のほか、万博のテーマに沿って女性労働や育児政策に関するパビリオンも設けられた。会期中には国際貿易や特許などに関する国際会議も多数開催されたほか、欧州列強各国の首脳や皇族・王族も訪れ首脳会談も行われた。岩倉使節団も1873年（明治6年）6月にこの博覧会を見学しており、久米邦武編『米欧回覧実記』（1878年発行）にそのくわしい記録（一部風景銅版図入り）がある。
会期中の観客は725万人が見込まれていたが、開幕直後に発生したウィーン証券取引所の暴落に端を発する大不況とコレラの流行で観客数はこれに届かなかった。この時、「ウィーンは結婚式に世界を招いたつもりが、お通夜になってしまった」と言われ、ファールバッハ家の作曲家アントン・ファールバッハの『破産ポルカ』が大流行したという。しかし展覧会はウィーンの都市インフラ整備を大いに進めた。プラーター公園に残されていた大パビリオンは1937年に焼失し、現在は跡地にウィーン見本市会場（メッセ）が建つ。

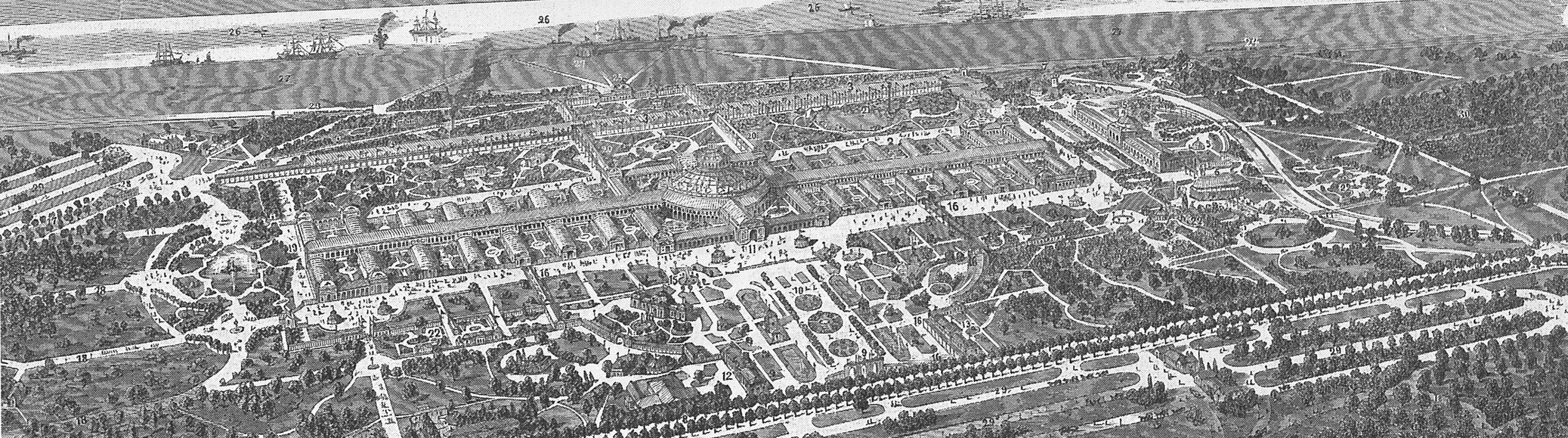
会場俯瞰図

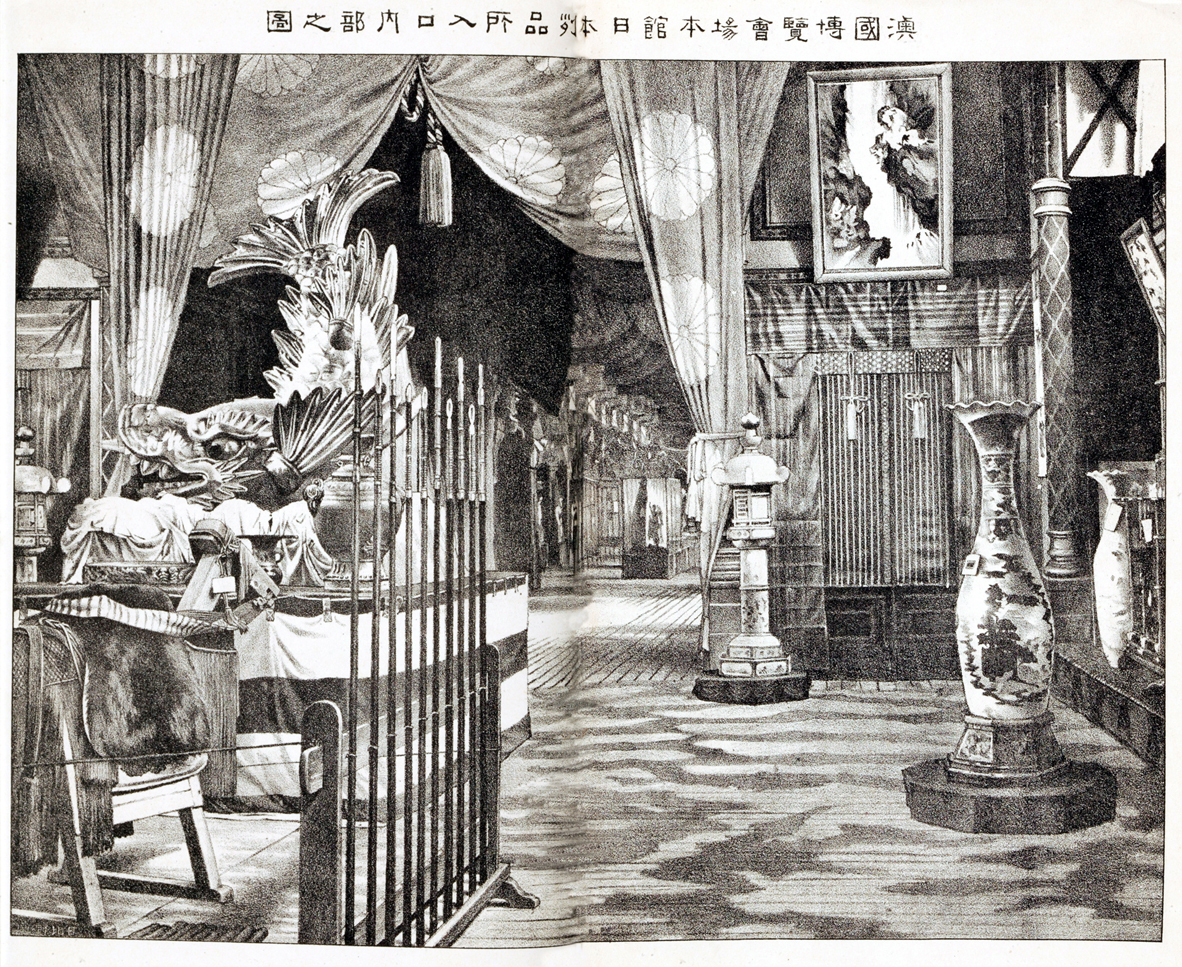
日本館。当時欧州は、ジャポニスムの最中であった

## 日本の公式初参加

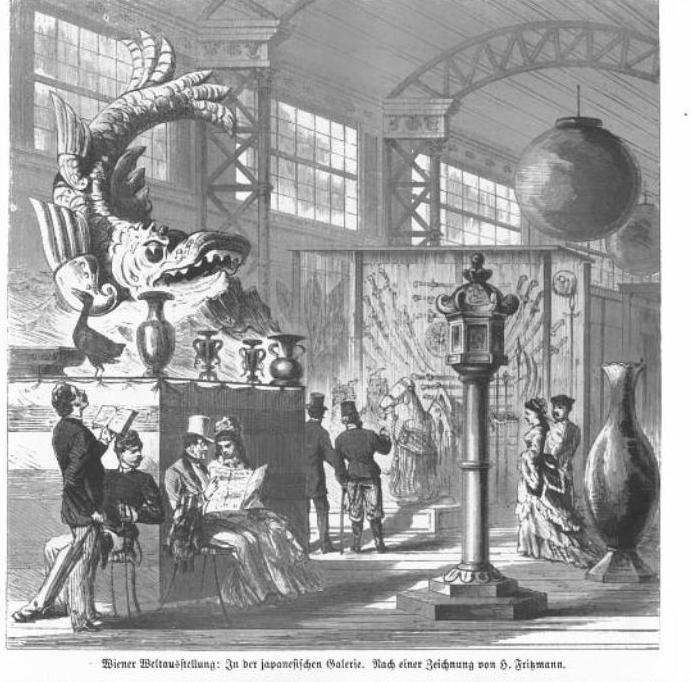
日本の展示の様子

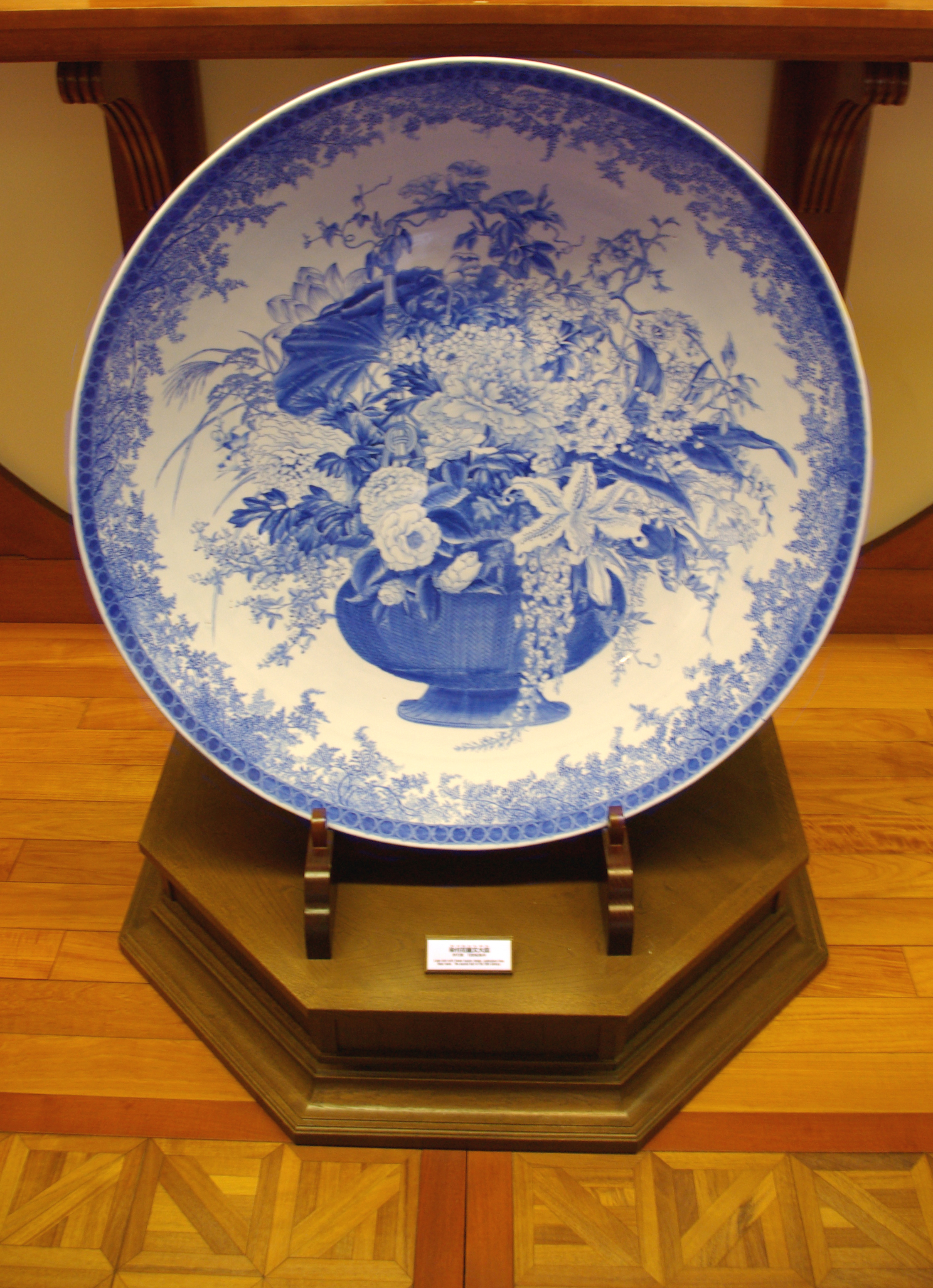
出品された染付花籠文の磁器

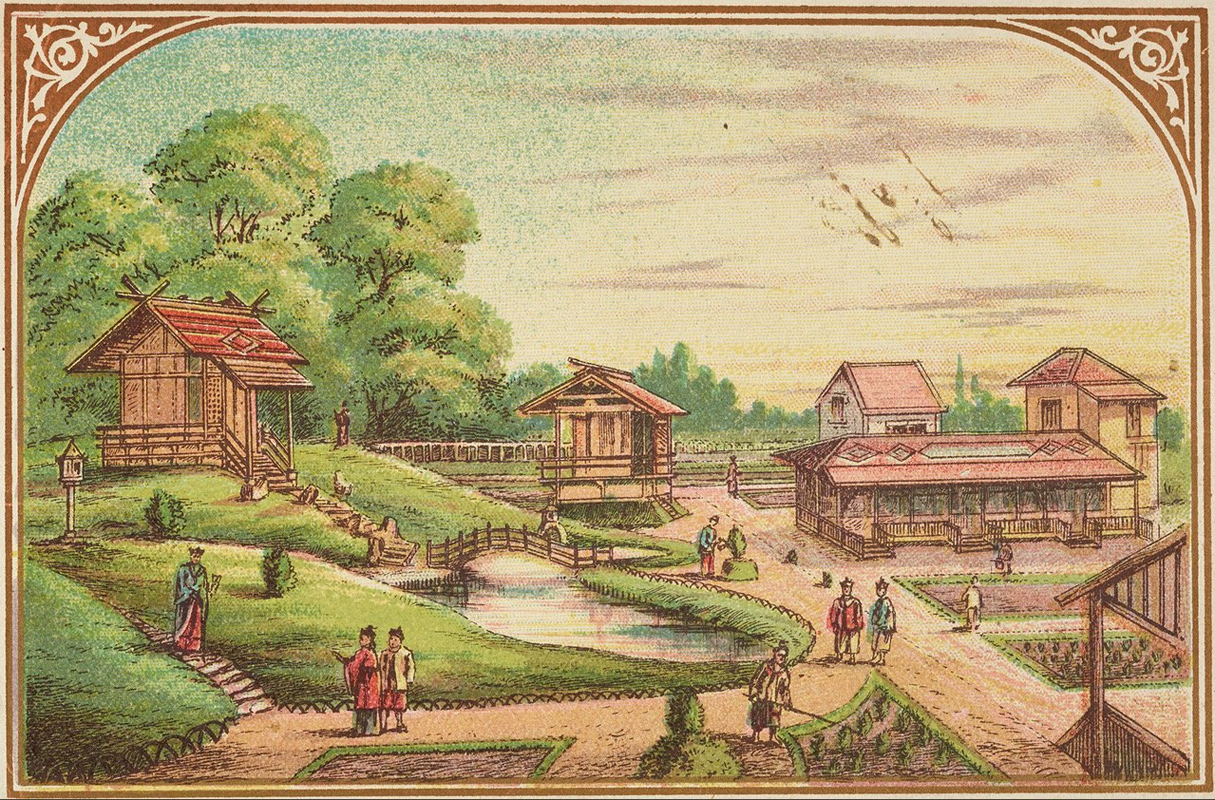
万博終了後にアレクサンドラ公園に移築された神社楽殿などをもとに、山添喜三郎によって造られた日本村。1875年完成

万博参加の目的としては、日本の上質な物産を展示することにより国力をアピールし、輸出産業の充実につなげること、国内の物産の収集により学芸の進歩に役立つ博物館の建設を計画すること、海外の最先端技術を知ることで日本の技術向上に役立て、海外諸国の出展品の原価や販売価格を調査し、海外市場の資料とすることなどがあった。
万博会場では、約1,300坪の敷地に神社と日本庭園を造り、白木の鳥居、神社、神楽堂、反り橋を配置したほか、産業館にも浮世絵や工芸品を展示した。選定には、オーストリア公使館員のハインリヒ・フォン・シーボルトとドイツ人のお雇い外国人ゴットフリード・ワグネルが助言した。シーボルトは東洋のエキゾチシズムをアピールするため人目を引く大きなものが良いとし、名古屋城の金鯱、鎌倉大仏模型、約4m高さの東京谷中天王寺五重塔模型、直径2mの大太鼓、直径4mの提灯などを選び、ワグネルは西洋の模倣でしかない機械製品よりも、日本的で精巧な美術工芸品を中心にしたほうがよいとし、日本全国の優れた工芸品を選んだ。神社と日本庭園は大いに評判となり、展示物も飛ぶように売れた。ウィーンでもジャポニスムが注目され、その後1890年代の分離派画家グスタフ・クリムトの日本文様を意識した絵画などに受け継がれていった。
この万博では越前和紙の製品が「進歩賞牌」を獲得しており、2017年2月に越前市内の蔵でその賞状とメダルが発見された。

## 万博終了後の出展品の行方
会期終了後、出展品の一部は寄付・売却され、屋外展示物の建物や庭園はイギリスのアレクサンドラ・パレス (Alexandra Palace and Park) に移築され、そこに日本村Japanese Villageが作られた。ヨーロッパ各地に日本ブームがわき起こり、これを機会に、内務省支援の半官半民の輸出商社「起立工商会社」（社長松尾儀助）が万博翌年に設立され、明治時代前半の日本の輸出貿易において大きな役割を果たした。
北海道で収集された約1200点のうちアイヌ資料の135点は、ワグネルがドイツ出身だったことからベルリン国立民族学博物館に寄贈された。その一部は2025年が同万博150年目の節目になることや、2025年4月から開催される関西万博に合わせ、2025年7月から11月まで国立アイヌ民族博物館に里帰り展示されることになった。。
また、日本へ送り戻す展示美術品と欧州で買い求めた西洋美術品を乗せたニール号が伊豆半島沖で遭難し、出品物192箱のうち陶磁器・漆器等68箱分は見つかったが、残りは海の藻屑となった。万博事務副総裁だった佐野常民から事件を聞いた英国のサウス・ケンジントン博物館（現ヴィクトリア・アンド・アルバート博物館）は、その損失補填として、陶磁器やガラス器などヨーロッパの美術製品を集めて日本へ寄贈することを決め、1876年末に内務省の博物館(現・東京国立博物館)に収蔵された。これらの選定と運搬の指揮をとったクリストファー・ドレッサーはロンドン万国博覧会 (1862年)で日本の展示品を見たことがきっかけで日本美術に傾倒したデザイナーで、寄贈品を送り届けたのち日本にしばらく滞在し、各地で美術品を収集した。

## 東京国立博物館と万博
東京国立博物館の発足には、明治新政府の万博参加とその準備や出展物の蒐集が相伴って行われたという点で、本万博が大きく影響をしている。
1871年（明治4）9月、文部省に博物局が設置され、湯島聖堂の大成殿が博物館展示場に定められる。1872年（明治5）3月に博物局が日本最初の展覧会を博物館展示場で行ったことで、こことウィーン万博の日本側の博覧会事務局が合併される。この後、万博出展品が博物館展示場に集められることとなり、万博終了後はそれらの品々が博物館に収蔵される。この博物館がのちの東京国立博物館である。